# Ego Fall
Ego Fall (颠覆M, Diānfù M) ist eine chinesische Folk-Metal-Band aus Beijing, die seit 2000 aktiv ist. Sie kombiniert Elemente des Melodic Death Metal und des Metalcore mit einem starken Einfluss traditioneller ostasiatischer Musik.

## Bandgeschichte
Die Ursprünge der Band gehen auf das Jahr 2000 zurück, als Mitglieder der innermongolischen Grunge-Band Subconscious (潜意识 oder Qiányìshí) beschlossen, mit neuen Sounds zu experimentieren und sich melodischem Death Metal und Nu Metal zu nähern und dafür die Band Against Me gründeten. Im Jahr 2002 reiste die Band nach Peking, um ihr erstes Demo aufzunehmen. Nach einigen Umbesetzungen nahm die Band unter dem nun neuen Namen Ego Fall 2008 ihr erstes offizielles Studioalbum mit dem Titel 蒙古精神 / Spirit of Mongolia bei dem Label Mort Productions auf. 2010 erschien das Album Inner M bei DIME Records mit einem starken Einfluss traditioneller mongolischer und ostasiatischen Musik.
2013 erschien das Album Duguilang, diesmal allerdings nur als Eigenveröffentlichung ohne Label und auch die EP Jangar 2014 und das Mini-Album Mask 2018 wurden ohne Plattenvertrag in Eigenproduktion veröffentlicht. Das Folge-Album Never Ends erschien 2019 bei Taihe Artists.
Musikalisch gelten Ego Fall als Vorreiter im Bereich Melodic Death Metal und Metalcore in China. Sie mischen dabei ihre metalgeprägte Musik mit entsprechendem Gesang sowohl mit traditionellen Klängen wie beispielsweise diejenigen der mongolischen Pferdekopfgeige Morin khuur und mongolischem Obertongesang wie auch mit elektronischen Samples. Die Texte werden auf Chinesisch und Mongolisch gesungen und handeln vom Leben der Nomaden in der Steppe und den Überlieferungen der dort ansässigen Stämme. Chris Popp von metalinside.ch bescheinigte der Band „das Prädikat ,originell‘ zu Recht [zu verdienen], denn es rattert nicht einfach nur stumpf Blaupausen aus Europa und den USA herunter, sondern macht ihr ganz eigenes Ding“. Nach einem Review eines gemeinsamen Samplers von Ego Fall mit den Bands Tengger Cavalry und Nine Treasures mit dem Titel Mongol Metal in The Metal Observer umfassen Ego Fall „die extremsten Extreme zwischen Folk und einem melodischen Death Metal/Metalcore-Hybrid“. stormbringer.at schreibt im gleichen Kontext von „einer Mischung aus Metal, China und Freiheit“.

## Diskografie
- 2008: 蒙古精神 / Spirit of Mongolia (Album, Mort Productions)
- 2010: Inner M (Album, DIME Records)
- 2013: Duguilang (Album, Selbstveröffentlichung)
- 2014: Jangar (EP, Selbstveröffentlichung)
- 2015: Mongol Metal (Sampler mit Nine Treasures und Tengger Cavalry, Eigenproduktion)
- 2018: Mask (Mini-Album, Selbstveröffentlichung)
- 2019: Never Ends (Album, Taihe Artists)

## Belege
1. 1 2 3  Ego Fall bei Discogs; abgerufen am 8. November 2020.
2. ↑  Porträt Ego Fall bei metalinside.ch; abgerufen am 8. November 2020.
3. ↑  Chris Popp: Ego Fall: The Spirit Of Mongolia (Review) auf musikreviews.de; abgerufen am 8. November 2020.
4. ↑  Ego Fall - Tengger Cavalry - Nine Treasures - Mongol Metal - (9/10). Review auf metal-observer.com, 8. August 2015; abgerufen am 8. November 2020.
5. ↑  Tengger Cavalry / Nine Treasures / Ego Fall - Mongol Metal (Sampler). Review auf metal-observer.com, 1. Juli 2015; abgerufen am 8. November 2020.